# حانین
حانین (به عربی: حانين) یک منطقهٔ مسکونی در لبنان است که در شهرستان بنت جبیل واقع شده‌است.
 حانین   ۶۷۰ متر بالاتر از سطح دریا واقع شده‌است.